# Gornje Ravne
Gornje Ravne is een plaats in Slovenië en maakt deel uit van de gemeente Litija in de NUTS-3-regio Osrednjeslovenska. De plaats telde 21 inwoners op 1 januari 2020.